# Determination
A Determination az ausztráliai Tommy Emmanuel gitáros negyedik nagylemeze, amely 1992-ben jelent meg.

## Számlista
Az összes szám szerzője Tommy Emmanuel. 
| #   | Cím                | Hossz |
| --- | ------------------ | ----- |
| 1.  | Who Dares Wins     |       |
| 2.  | Mountain of Truth  |       |
| 3.  | Determination      |       |
| 4.  | Cross the Nullabor |       |
| 5.  | Initiation         |       |
| 6.  | From the Hip       |       |
| 7.  | Imagine            |       |
| 8.  | When You Come Home |       |
| 9.  | Fiesta             |       |
| 10. | Precious Time      |       |
| 11. | The Sweetest Love  |       |
| 12. | Stevie's Blues     |       |
| 13. | Nu Shoos Blues     |       |

## Külső hivatkozások
- Hivatalos oldal (angolul)